# Drepanaphis granovskyi
Drepanaphis granovskyi är en insektsart som beskrevs av Smith, C.F. och Frank Hall Knowlton 1943. Drepanaphis granovskyi ingår i släktet Drepanaphis och familjen långrörsbladlöss. Inga underarter finns listade i Catalogue of Life.